# Élections à Saint-Louis (Haut-Rhin)
Pour les articles homonymes, voir Saint-Louis.
Cette page recense l'ensemble des votes, élections et référendums ayant eu lieu à la commune de Saint-Louis (Haut-Rhin).

## Élections municipales

### 2014
- Maire élu : Jean-Marie Zoellé (DVD)
- Maire sortant : Jean-Marie Zoellé (DVD), depuis 2011

Candidats :
- Jean-Marie Zoellé (DVD), pour la liste Saint-Louis, Ville d'Avenir
- Nawal Feghoul-Ferhati (SE, classée DVG par la préfecture), pour la liste Saint-Louis, une Nouvelle Dynamique

Résultats :
| Tête de liste            | Tête de liste         | Liste          | Premier tour | Premier tour | Second tour | Second tour | Sièges | Sièges |
| Tête de liste            | Tête de liste         | Liste          | Voix         | %            | Voix        | %           | Nombre | %      |
| ------------------------ | --------------------- | -------------- | ------------ | ------------ | ----------- | ----------- | ------ | ------ |
|                          | Jean-Marie Zoellé*    | DVD            | 3 899        | 79,91        | -           | -           | 32     | 91,43  |
|                          | Nawal Feghoul-Ferhati | SE             | 980          | 20,09        | -           | -           | 3      | 8,57   |
|                          |                       |                |              |              |             |             |        |        |
| Inscrits                 | Inscrits              | Inscrits       | 11 082       | 100,0        | -           | -           |        |        |
| Abstentions              | Abstentions           | Abstentions    | 5 939        | 53,59        | -           | -           |        |        |
| Votants                  | Votants               | Votants        | 5 143        | 46,41        | -           | -           |        |        |
| Blancs et nuls           | Blancs et nuls        | Blancs et nuls | 264          | 2,38         | -           | -           |        |        |
| Exprimés                 | Exprimés              | Exprimés       | 4 879        | 44,03        | -           | -           |        |        |
| * Liste du maire sortant |                       |                |              |              |             |             |        |        |

Résultats par bureau de vote au premier tour :
| Bureau de vote | Bureau de vote                 | Inscrits | Votants       | Nuls       | Exprimés      | Nawal Feghoul-Ferhati | Jean-Marie Zoellé |
| -------------- | ------------------------------ | -------- | ------------- | ---------- | ------------- | --------------------- | ----------------- |
|                | 1 : Hôtel de Ville             | 1 151    | 425 36,92 %   | 23 5,41 %  | 402 94,59 %   | 89 22,14 %            | 313 77,86 %       |
|                | 2 : École Mat. La Cigogne      | 841      | 320 38,05 %   | 16 5,00 %  | 304 95,00 %   | 94 30,92 %            | 210 69,08 %       |
|                | 3 : Maison de l'Enfance        | 1 341    | 597 44,52 %   | 35 5,86 %  | 562 94,14 %   | 114 20,28 %           | 448 79,72 %       |
|                | 4 : École Mat. Wallart         | 1 147    | 492 42,89 %   | 22 4,47 %  | 470 95,53 %   | 110 23,40 %           | 360 76,60 %       |
|                | 5 : Flaxhof                    | 935      | 446 47,70 %   | 30 6,73 %  | 416 93,27 %   | 79 18,99 %            | 337 81,01 %       |
|                | 6 : École Mat. Jules Verne     | 887      | 425 47,91 %   | 31 7,29 %  | 394 92,71 %   | 111 28,17 %           | 283 71,83 %       |
|                | 7 : École Mat. Baerenfels      | 1 103    | 573 51,95 %   | 30 5,24 %  | 543 94,76 %   | 119 21,92 %           | 424 78,08 %       |
|                | 8 : Maison pour Tous           | 1 291    | 666 51,59 %   | 23 3,45 %  | 643 96,55 %   | 69 10,73 %            | 574 89,27 %       |
|                | 9 : École Mat. Louis Armand    | 1 331    | 592 44,48 %   | 30 5,07 %  | 562 94,93 %   | 135 24,02 %           | 427 75,98 %       |
|                | 10 : École Mat. Octavie Krafft | 1 055    | 607 57,54 %   | 24 3,95 %  | 583 96,05 %   | 60 10,29 %            | 523 89,71 %       |
|                | TOTAL                          | 11 082   | 5 143 46,41 % | 264 5,13 % | 4 879 94,87 % | 980 20,09 %           | 3 899 79,91 %     |

### 2008
- Maire élu : Jean Ueberschlag (UMP), qui a cédé sa place en 2011 à son adjoint Jean-Marie Zoellé
- Maire sortant : Jean Ueberschlag (UMP), depuis 1989

Candidats :
- Carole Haeberle (Modem), pour la liste Dès aujourd'hui, pour demain
- Stéphane Klein (DVG), pour la liste Saint-Louis Renouveau
- René Curan (FN), pour la liste Agir pour Saint-Louis
- Éric Wissler (UMP), pour la liste Saint-Louis... Ma ville
- Jean Ueberschlag (UMP), pour la liste Tous pour Saint-Louis

Résultats :
| Tête de liste  | Tête de liste     | Liste          | Premier tour | Premier tour | Second tour | Second tour | Sièges | Sièges |
| Tête de liste  | Tête de liste     | Liste          | #            | %            | #           | %           | #      | %      |
| -------------- | ----------------- | -------------- | ------------ | ------------ | ----------- | ----------- | ------ | ------ |
|                | Jean Ueberschlag* | UMP            | 2 609        | 45,71        | 2 553       | 45,07       | 26     | 79     |
|                | Éric Wissler      | UMP            | 1 278        | 22,39        | 1 904       | 33,61       | 5      | 15     |
|                | Stéphane Klein    | DVG            | 716          | 12,54        | 634         | 11,19       | 1      | 3      |
|                | Carole Haeberle   | Modem          | 578          | 10,13        | 574         | 10,13       | 1      | 3      |
|                | René Curan        | FN             | 527          | 9,23         |             |             |        |        |
|                |                   |                |              |              |             |             |        |        |
| Inscrits       | Inscrits          | Inscrits       | 11 089       | 100,00       | 11 089      | 100,00      |        |        |
| Abstention     | Abstention        | Abstention     | 5 161        | 46,54        | 5 256       | 47,40       |        |        |
| Votants        | Votants           | Votants        | 5 928        | 53,46        | 5 833       | 52,60       |        |        |
| Blancs et nuls | Blancs et nuls    | Blancs et nuls | 220          | 3,71         | 168         | 2,88        |        |        |
| Exprimés       | Exprimés          | Exprimés       | 5 708        | 96,29        | 5 665       | 97,12       |        |        |

* liste du maire sortant

Résultats par bureau de vote au premier tour :
| Bureau de vote | Bureau de vote                  | Carole Haeberle | Stéphane Klein | René Curan  | Éric Wissler | Jean Ueberschlag | Total |
| -------------- | ------------------------------- | --------------- | -------------- | ----------- | ------------ | ---------------- | ----- |
|                | 1 : Hôtel de Ville              | 45 8,60 %       | 82 15,68 %     | 36 6,88 %   | 123 23,52 %  | 237 45,32 %      | 546   |
|                | 2 : École Mat. La Cigogne       | 41 10,57 %      | 63 16,24 %     | 46 11,86 %  | 101 26,03 %  | 137 35,31 %      | 405   |
|                | 3 : École Ernest Widemann       | 48 7,66 %       | 96 15,31 %     | 46 7,34 %   | 146 23,29 %  | 291 46,41 %      | 651   |
|                | 4 : École Mat. Quart. Wallart   | 82 13,38 %      | 81 13,21 %     | 55 8,97 %   | 120 19,58 %  | 275 44,86 %      | 639   |
|                | 5 : Flaxhof                     | 53 10,95 %      | 49 10,12 %     | 28 5,79 %   | 114 23,55 %  | 240 49,59 %      | 492   |
|                | 6 : École Mat. Jules Verne      | 54 10,71 %      | 48 9,52 %      | 47 9,33 %   | 126 25,00 %  | 229 45,44 %      | 522   |
|                | 7 : École Mat. A. de Baerenfels | 81 13,39 %      | 69 11,40 %     | 19 3,14 %   | 144 23,80 %  | 292 48,26 %      | 632   |
|                | 8 : Maison pour Tous            | 60 8,67 %       | 78 11,27 %     | 107 15,46 % | 132 19,08 %  | 315 45,52 %      | 718   |
|                | 9 : École Mat. Louis Armand     | 76 11,16 %      | 86 12,63 %     | 63 9,25 %   | 162 23,79 %  | 294 43,17 %      | 712   |
|                | 10 : École Mat. Octavie Krafft  | 38 6,43 %       | 64 10,83 %     | 80 13,54 %  | 110 18,61 %  | 299 50,59 %      | 611   |

### 2001
- Maire élu : Jean Ueberschlag (RPR)
- Maire sortant : Jean Ueberschlag (RPR), depuis 1989

Candidats :
- René Curan (FN), pour la liste Saint-Louis autrement
- Jean Ueberschlag (RPR), pour la liste Tous pour Saint-Louis
- Nicolas Boder (MNR), pour la liste Saint-Louis, Sécurité, Moins d'Impôts

Résultats :
|                                           | Parti         | Nom                                     | Premier tour | Premier tour | Premier tour |
| Voix                                      | Parti         | Nom                                     | %            | %            |              |
| Voix                                      | Parti         | Nom                                     | Exprimés     | Inscrits     |              |
| ----------------------------------------- | ------------- | --------------------------------------- | ------------ | ------------ | ------------ |
|                                           | UMP           | Jean Ueberschlag, 65 ans, maire sortant | 3 834        | 77,30 %      | 37,49 %      |
|                                           | FN            | René Curan                              | 849          | 17,12 %      | 8,30 %       |
|                                           | MNR           | Nicolas Boder                           | 277          | 5,58 %       | 2,71 %       |
|                                           |               | Total exprimés                          | 4 960        | -            | 48,50 %      |
| Total votants : exprimés + blancs ou nuls | 5 462 (502)   | -                                       | 53,41 %      |              |              |
| Total inscrits : votants + abstentions    | 10 226 (4764) | -                                       | 100,00 %     |              |              |

### 1995
- Maire élu : Jean Ueberschlag (RPR)
- Maire sortant : Jean Ueberschlag (RPR), depuis 1989

Candidats : 
- M. Boyer (DVD)
- Jean Ueberschlag (RPR)
- René Curan (FN)
- Éric Wissler (DVD)

Résultats : 
|                                           | Parti         | Nom                                     | Premier tour | Premier tour | Premier tour |
| Voix                                      | Parti         | Nom                                     | %            | %            |              |
| Voix                                      | Parti         | Nom                                     | Exprimés     | Inscrits     |              |
| ----------------------------------------- | ------------- | --------------------------------------- | ------------ | ------------ | ------------ |
|                                           | UMP           | Jean Ueberschlag, 60 ans, maire sortant | 3 240        | 53,14 %      | 29,40 %      |
|                                           | DVD           | M. Boyer                                | 1 399        | 22,95 %      | 12,70 %      |
|                                           | FN            | René Curan                              | 752          | 12,33 %      | 6,82 %       |
|                                           | DVD           | Eric Wissler                            | 706          | 11,58 %      | 6,41 %       |
|                                           |               | Total exprimés                          | 6 097        | -            | 55,33 %      |
| Total votants : exprimés + blancs ou nuls | 6 296 (199)   | -                                       | 57,14 %      |              |              |
| Total inscrits : votants + abstentions    | 11 019 (4723) | -                                       | 100,00 %     |              |              |

### 1886
Les 11 et 18 juillet 1886 avaient lieu des élections communales.
- Le nouvel adjoint Jules Tilger est élu dès le premier tour (avec 193 voix), suivi par Victor John (avec 190 voix), le maire Joseph Freund (avec 186 voix), Adolphe Lauby (avec une voix de moins), Eugène Wagner (avec 184 voix), François Kapps (avec 182 voix), Philippe Besserer (avec 168 voix), Charles Roth (avec 167 voix), Henri Deck (avec 163 voix), Adolphe Gross (avec 148 voix), Jean Koerper (avec 147 voix), M. Frenzel, receveur des postes (avec 139 voix), Charles Bernhard (avec 130 voix), Philibert Iltis (avec 111 voix) et enfin, Jean-Baptiste Rey (avec 106 voix).
- Le seul membre qui se rajoutera au conseil lors du second tour se nomme M. Buttner.

Joseph Freund conserve bien évidemment toujours son poste de maire. Mais à cause d'ennuis de santé, il ne le conservera que deux années.

### 1881
Le 31 juillet et le 7 août 1881, les Ludoviciens sont appelés à renouveler leur conseil.
- À l'issue du premier tour, quatorze membres ont été élus. C'est Édouard Dorn père, l'adjoint du maire, qui récolte le plus de voix (avec 144 voix). Il est suivi par Jean Oberhoffer (avec 143 voix), Michel Schmitt (avec 141 voix), Jules Tilger et Michel Haas (avec 139 voix), Charles Roth (avec 135 voix), Joseph Haberthür (avec 125 voix), Paul et Joseph Freund (avec 118 voix), Eugène Wagner (avec une voix de moins), Victor John (avec 116 voix), Philippe Besserer (avec 108 voix), et enfin Jean Koerber et Antoine Gross père (avec 99 voix).
- C'est donc au second tour que Louis Kuntz est élu (avec 73 voix), tout comme Charles Bernhard (avec 53 voix), devenant ainsi le seizième membre du conseil.

Joseph Freund reste toujours maire et Édouard Dorn en reste toujours son conseiller, jusqu'en 1884 où il est remplacé par Jules Tilger.

### 1876
Le 30 juillet et le 6 août 1876, des élections communales ont lieu. 268 électeurs sont inscrits, mais seuls 175 d'entre eux iront voter, ce qui porte l'abstention à 34,70 %.
- Lors du premier tour, treize des quinze membres du conseil municipal sont élus. Il s'agit de Christ Wenger (avec 165 voix), Louis Kuntz, restaurateur (avec 163 voix), le maire sortant, Joseph Freund (avec 159 voix), Paul Freund, brasseur (avec 155 voix), Michel Schmitt (avec 154 voix), Victor John, aubergiste (avec lui aussi 154 voix), Édouard Dorn père (avec 152 voix, tout comme) Jean Oberhoffer, aubergiste, Eugène Wagner, marchand de vin (avec 142 voix), Jean Koerber, sellier (avec 118 voix), Antoine Chiappini (avec 103 voix), et les aubergistes Philippe Besserer et Charles Roth (avec 99 voix chacun).
- Au second tour, Michel Haas, commerçant (avec 82 voix), et Henri Deck, huissier (avec 75 voix), rejoignent les précédents pour former le nouveau conseil.

Joseph Freund est donc renommé en tant que maire et Édouard Dorn garde lui aussi son poste d'adjoint au maire.

## Élections cantonales

### 2004
|                                           | Parti          | Nom                                         | Premier tour | Premier tour   | Premier tour | Second tour | Second tour | Second tour |
| Voix                                      | Parti          | Nom                                         | %            | %              | Voix         | %           | %           |             |
| Voix                                      | Parti          | Nom                                         | Exprimés     | Inscrits       | Voix         | Exprimés    | Inscrits    |             |
| ----------------------------------------- | -------------- | ------------------------------------------- | ------------ | -------------- | ------------ | ----------- | ----------- | ----------- |
|                                           | DVD            | Frédéric Striby, conseiller général sortant | 1 025        | 18,44 %        | 9,56 %       | 2 807       | 54,25 %     | 26,20 %     |
|                                           | UMP            | Eric Wissler                                | 1 105        | 19,88 %        | 10,31 %      | 2 367       | 45,75 %     | 22,09 %     |
|                                           | PS             | Patricia Schillinger                        | 1 100        | 19,79 %        | 10,27 %      |             |             |             |
|                                           | FN             | René Curan                                  | 834          | 15,00 %        | 7,78 %       |             |             |             |
|                                           | SE             | Jean-Luc Johaneck                           | 704          | 12,66 %        | 6,57 %       |             |             |             |
|                                           | MEI            | Pascal Blum                                 | 317          | 5,70 %         | 2,96 %       |             |             |             |
|                                           | AA             | Gilbert Ritter                              | 259          | 4,66 %         | 2,42 %       |             |             |             |
|                                           | LO             | Joaquim Pires Serra                         | 133          | 2,39 %         | 1,24 %       |             |             |             |
|                                           | MNR            | Nicolas Boder                               | 82           | 1,48 %         | 0,77 %       |             |             |             |
|                                           |                | Total exprimés                              | 5 559        | -              | 51,88 %      | 5 174       | -           | 44,29 %     |
| Total votants : exprimés + blancs ou nuls | 5 753 (194)    | -                                           | 53,70 %      | 5 789 (615)    | -            | 54,03 %     |             |             |
| Total inscrits : votants + abstentions    | 10 714 (4 961) | -                                           | 100,00 %     | 10 967 (4 925) | -            | 100,00 %    |             |             |

### 2011
- Conseiller sortant : Frédéric Striby (DVD), depuis 1992

Candidats : 
- Max Delmond (Cap21)
- Thierry Litzler (DVD)
- Patrick Striby (Indépendant)
- Éric Wissler (MA)

|                                           | Parti          | Nom             | Premier tour | Premier tour   | Premier tour | Second tour | Second tour | Second tour |
| Voix                                      | Parti          | Nom             | %            | %              | Voix         | %           | %           |             |
| Voix                                      | Parti          | Nom             | Exprimés     | Inscrits       | Voix         | Exprimés    | Inscrits    |             |
| ----------------------------------------- | -------------- | --------------- | ------------ | -------------- | ------------ | ----------- | ----------- | ----------- |
|                                           | Cap21          | Max Delmond     | 844          | 28,19 %        | 7,68 %       | 1 639       | 48,18 %     | 14,92 %     |
|                                           | UMP            | Éric Wissler    | 1 114        | 37,21 %        | 10,14 %      | 1 763       | 51,82 %     | 16,05 %     |
|                                           | Indépendant    | Patrick Striby  | 579          | 19,34 %        | 5,27 %       |             |             |             |
|                                           | DVD            | Thierry Litzler | 457          | 15,26 %        | 4,16 %       |             |             |             |
|                                           |                | Total exprimés  | 2 994        | -              | 27,26 %      | 3 402       | -           | 30,97 %     |
| Total votants : exprimés + blancs ou nuls | 3 164 (170)    | -               | 28,81 %      | 3 595 (193)    | -            | 32,72 %     |             |             |
| Total inscrits : votants + abstentions    | 10 984 (7 820) | -               | 100,00 %     | 10 984 (7 389) | -            | 100,00 %    |             |             |

## Élections régionales

### 2010
- Président sortant : André Reichardt (UMP). Il remplace depuis septembre 2009 Adrien Zeller (UMP), décédé durant son mandat.

Candidats :
- Patrick Striby (Centre droit), pour la liste Le centre droit : la vraie alternative
- Patrick Binder (FN), pour la liste Front National
- Philippe Richert (UMP), pour la liste Majorité Alsacienne
- Manuel Santiago, pour la liste Écologie sociale, solidaire et décroissante
- Yann Wehrling (Modem), pour la liste Alsace Démocrate
- Jacques Cordonnier (Alsace d'abord), pour la liste Alsace d'abord !
- Jacques Fernique (EÉ), pour la liste Europe Écologie Alsace et MEI
- Jacques Bigot (PS), pour la liste de rassemblement soutenue par le Parti Socialiste
- Yvan Zimmermann (NPA), pour la liste soutenue par le NPA
- Julien Wostyn (LO), pour la liste Lutte ouvrière
- Jean-Yves Causer (Front de gauche), pour la liste Ensemble pour une Alsace à gauche, solidaire, écologique et citoyenne

| Tête de liste  | Tête de liste      | Liste                                       | Premier tour | Premier tour | Second tour | Second tour | Sièges | Sièges |
| Tête de liste  | Tête de liste      | Liste                                       | #            | %            | #           | %           | #      | %      |
| -------------- | ------------------ | ------------------------------------------- | ------------ | ------------ | ----------- | ----------- | ------ | ------ |
|                | Philippe Richert*  | Majorité présidentielle                     | 989          | 26,98        | 2 005       | 43,77       | 28     | 60     |
|                | Jacques Bigot      | PS - PRG - MRC                              | 660          | 18,00        | 1 871       | 40,84       | 14     | 30     |
|                | Jacques Fernique   | EÉ - Les Verts - AEI - Cap21                | 579          | 15,79        | 1 871       | 40,84       | 14     | 30     |
|                | Patrick Binder     | FN                                          | 522          | 14,24        | 705         | 15,39       | 5      | 10     |
|                | Jacques Cordonnier | Alsace d'abord - BI                         | 231          | 6,30         |             |             |        |        |
|                | Patrick Striby     | DVD - AC                                    | 213          | 5,81         |             |             |        |        |
|                | Yann Wehrling      | MoDem                                       | 172          | 4,69         |             |             |        |        |
|                | Jean-Yves Causer   | FG - Alternatifs - PCOF - DVG               | 110          | 3,00         |             |             |        |        |
|                | Yvan Zimmermann    | NPA                                         | 81           | 2,21         |             |             |        |        |
|                | Manuel Santiago    | Écologie sociale, solidaire et décroissante | 56           | 1,53         |             |             |        |        |
|                | Julien Wostyn      | LO                                          | 53           | 1,45         |             |             |        |        |
|                |                    |                                             |              |              |             |             |        |        |
| Inscrits       | Inscrits           | Inscrits                                    | 11 045       | 100,00       | 11 000      | 100,00      |        |        |
| Abstention     | Abstention         | Abstention                                  | 7 218        | 65,35        | 6 271       | 57,01       |        |        |
| Votants        | Votants            | Votants                                     | 3 827        | 34,65        | 4 729       | 42,99       |        |        |
| Blancs et nuls | Blancs et nuls     | Blancs et nuls                              | 161          | 4,21         | 148         | 3,13        |        |        |
| Exprimés       | Exprimés           | Exprimés                                    | 3 666        | 95,79        | 4 581       | 96,87       |        |        |

* liste du président sortant

### 2004
- Président sortant : Adrien Zeller (UMP - UDF) depuis mars 1996.

|                | Adrien Zeller*   | UMP - UDF       | 1 797  | 33,23  | 2 476  | 44,48  | 27 | 57,4 |  |  |
|                | Jacques Bigot    | PS - Les Verts  | 1 035  | 19,14  | 1 883  | 33,82  | 12 | 25,5 |  |  |
|                | Patrick Binder   | FN              | 967    | 17,88  | 1 208  | 21,70  | 8  | 17,0 |  |  |
|                | Antoine Waechter | MEI             | 499    | 9,23   |        |        |    |      |  |  |
|                | Robert Spieler   | Alsace d'abord  | 491    | 9,08   |        |        |    |      |  |  |
|                | Alfred Wahl      | MRC - PCF - PRG | 274    | 5,07   |        |        |    |      |  |  |
|                | Françoise Ruch   | LO - LCR        | 191    | 3,53   |        |        |    |      |  |  |
|                | Patrick Merck    | Divers          | 145    | 2,68   |        |        |    |      |  |  |
|                | Pascale Grauss   | PF              | 9      | 0,17   |        |        |    |      |  |  |
|                |                  |                 |        |        |        |        |    |      |  |  |
| Inscrits       | Inscrits         | Inscrits        | 10 714 | 100,00 | 10 714 | 100,00 |    |      |  |  |
| Abstentions    | Abstentions      | Abstentions     | 5 014  | 46,80  | 4 942  | 46,13  |    |      |  |  |
| Votants        | Votants          | Votants         | 5 700  | 53,20  | 5 772  | 53,87  |    |      |  |  |
| Blancs et nuls | Blancs et nuls   | Blancs et nuls  | 292    | 5,12   | 205    | 3,55   |    |      |  |  |
| Exprimés       | Exprimés         | Exprimés        | 5 408  | 94,88  | 5 567  | 96,45  |    |      |  |  |

* liste sortante

## Élections législatives

### 2012
| Bureau de vote | Bureau de vote                  | FG-PCF                 | FN                       | Le Trèfle             | LO                   | MoDem                 | MEI-PS-EELV            | Cap21                    | UMP                      | SE                    | Total         |
| -------------- | ------------------------------- | ---------------------- | ------------------------ | --------------------- | -------------------- | --------------------- | ---------------------- | ------------------------ | ------------------------ | --------------------- | ------------- |
|                | 1 : Hôtel de Ville              | 31 7,85 % Ins. 2,97 %  | 50 12,66 % Ins. 4,79 %   | 14 3,54 % Ins. 1,63 % | 2 0,51 % Ins. 0,19 % | 7 1,77 % Ins. 0,67 %  | 75 18,99 % Ins. 7,19 % | 71 17,97 % Ins. 6,81 %   | 126 31,90 % Ins. 12,08 % | 19 4,81 % Ins. 1,82 % | 400 Ins. 1043 |
|                | 2 : École Mat. La Cigogne       | 37 11,64 % Ins. 4,23 % | 59 18,55 % Ins. 6,74 %   | 10 3,14 % Ins. 1,14 % | 5 1,57 % Ins. 0,57 % | 8 2,52 % Ins. 0,91 %  | 64 20,13 % Ins. 7,31 % | 34 10,69 % Ins. 3,89 %   | 85 26,73 % Ins. 9,71 %   | 16 5,03 % Ins. 1,83 % | 330 Ins. 875  |
|                | 3 : Maison de l'Enfance         | 33 5,80 % Ins. 2,55 %  | 80 14,06 % Ins. 6,19 %   | 13 2,28 % Ins. 1,01 % | 8 1,41 % Ins. 0,62 % | 14 2,46 % Ins. 1,08 % | 90 15,82 % Ins. 6,95 % | 94 16,52 % Ins. 7,28 %   | 221 38,84 % Ins. 17,11 % | 16 2,81 % Ins. 1,24 % | 579 Ins. 1292 |
|                | 4 : École Mat. Quart. Wallart   | 39 7,68 % Ins. 3,30 %  | 86 16,93 % Ins. 7,27 %   | 8 1,57 % Ins. 0,68 %  | 4 0,79 % Ins. 0,34 % | 14 2,76 % Ins. 1,18 % | 77 15,16 % Ins. 6,51 % | 92 18,11 % Ins. 7,78 %   | 169 33,27 % Ins. 13,77 % | 19 3,74 % Ins. 1,61 % | 517 Ins. 1183 |
|                | 5 : Flaxhof                     | 29 7,34 % Ins. 3,15 %  | 71 17,97 % Ins. 7,71 %   | 8 2,03 % Ins. 0,87 %  | 2 0,51 % Ins. 0,22 % | 6 1,52 % Ins. 0,65 %  | 48 12,15 % Ins. 5,21 % | 66 16,71 % Ins. 7,17 %   | 152 38,48 % Ins. 16,50 % | 13 3,29 % Ins. 1,41 % | 401 Ins. 921  |
|                | 6 : École Mat. Jules Verne      | 60 16,48 % Ins. 6,44 % | 47 12,91 % Ins. 5,04 %   | 14 3,85 % Ins. 1,50 % | 6 1,65 % Ins. 0,64 % | 4 1,10 % Ins. 0,43 %  | 55 15,11 % Ins. 5,90 % | 42 11,54 % Ins. 4,61 %   | 120 32,97 % Ins. 12,88 % | 16 4,40 % Ins. 1,72 % | 370 Ins. 932  |
|                | 7 : École Mat. A. de Baerenfels | 30 5,71 % Ins. 2,81 %  | 72 13,71 % Ins. 6,75 %   | 12 2,29 % Ins. 1,13 % | 9 1,71 % Ins. 0,84 % | 7 1,33 % Ins. 0,66 %  | 65 12,38 % Ins. 6,10 % | 84 16,00 % Ins. 7,88 %   | 213 40,57 % Ins. 19,98 % | 33 6,29 % Ins. 3,10 % | 532 Ins. 1066 |
|                | 8 : Maison pour Tous            | 26 4,27 % Ins. 2,06 %  | 108 17,73 % Ins. 8,54 %  | 15 2,46 % Ins. 1,19 % | 4 0,66 % Ins. 0,32 % | 10 1,64 % Ins. 0,79 % | 72 11,82 % Ins. 5,69 % | 83 13,63 % Ins. 6,56 %   | 265 43,51 % Ins. 20,95 % | 26 4,27 % Ins. 2,06 % | 620 Ins. 1265 |
|                | 9 : École Mat. Louis Armand     | 86 15,01 % Ins. 6,30 % | 101 17,63 % Ins. 7,39 %  | 17 2,97 % Ins. 1,24 % | 7 1,22 % Ins. 0,51 % | 14 2,44 % Ins. 1,02 % | 48 8,38 % Ins. 3,52 %  | 83 14,49 % Ins. 6,08 %   | 194 33,86 % Ins. 14,20 % | 23 4,01 % Ins. 1,68 % | 590 Ins. 1366 |
|                | 10 : École Mat. Octavie Krafft  | 21 3,80 % Ins. 2,01 %  | 111 20,11 % Ins. 10,64 % | 15 2,72 % Ins. 1,43 % | 1 0,18 % Ins. 0,10 % | 7 1,27 % Ins. 0,67 %  | 47 8,51 % Ins. 4,51 %  | 107 19,38 % Ins. 10,26 % | 233 42,21 % Ins. 22,34 % | 10 1,81 % Ins. 0,96 % | 561 Ins. 1043 |

Source

### 2007
- Député sortant : Jean Ueberschlag (UMP), depuis 1988

Candidats :
- Jean Ueberschlag, candidat UMP, maire de Saint-Louis
- Maud Raber, candidat PS
- René Curan, candidat FN, conseiller régional de l'Alsace
- Patrick Striby, candidat MoDem
- Émilie Dis-Joubert, candidat Les Verts
- Thierry Brunsperger, candidat LCR
- Colette Marchal, candidat MEI, secrétaire nationale adjointe chargée du fichier du MEI
- Thierry Dupond, candidat PCF
- Wilfrid Damgé, candidat LO
- Michel Parra, candidat DVD
- Serge Sonnino, candidat divers
- Roger Stehlin, candidat RIC
- Hervé Schoner, candidat UMP

|                                           | Parti          | Nom                       | Premier tour | Premier tour | Premier tour |
| Voix                                      | Parti          | Nom                       | %            | %            |              |
| Voix                                      | Parti          | Nom                       | Exprimés     | Inscrits     |              |
| ----------------------------------------- | -------------- | ------------------------- | ------------ | ------------ | ------------ |
|                                           | UMP            | Jean Ueberschlag, sortant | 3 114        | 56,43 %      | 27,97 %      |
|                                           | PS             | Maud Raber, 26 ans        | 903          | 16,36 %      | 8,11 %       |
|                                           | FN             | René Curan                | 479          | 8,68 %       | 4,30 %       |
|                                           | MODEM          | Patrick Striby, 38 ans    | 470          | 8,52 %       | 4,22 %       |
|                                           | Les Verts      | Émilie Dis-Joubert        | 128          | 2,32 %       | 1,15 %       |
|                                           | LCR            | Thierry Brunsperger       | 118          | 2,14 %       | 1,06 %       |
|                                           | MEI            | Colette Marchal, 47 ans   | 111          | 2,01 %       | 1,00 %       |
|                                           | PCF            | Thierry Dupond            | 62           | 1,12 %       | 0,56 %       |
|                                           | LO             | Wilfrid Damgé             | 59           | 1,07 %       | 0,53 %       |
|                                           | DVD            | Michel Parra              | 43           | 0,78 %       | 0,39 %       |
|                                           | Divers         | Serge Sonnino             | 21           | 0,38 %       | 0,19 %       |
|                                           | RIC            | Roger Stehlin, 58 ans     | 10           | 0,18 %       | 0,09 %       |
|                                           | UMP diss.      | Hervé Schoner             | 0            | 0,00 %       | 0,00 %       |
|                                           |                | Total exprimés            | 5 518        | -            | 49,57 %      |
| Total votants : exprimés + blancs ou nuls | 5 629 (111)    | -                         | 50,55 %      |              |              |
| Total inscrits : votants + abstentions    | 11 135 (5 506) | -                         | 100,00 %     |              |              |

### 2002
- Député sortant : Jean Ueberschlag (UMP), depuis 1988

Candidats :
- Jean Ueberschlag, candidat UMP, maire de Saint-Louis
- Fabienne Pernot, candidat PS
- René Curan, candidat FN
- Frédéric Striby, candidat DVD
- Fabienne Arnold, candidat Les Verts
- Jean Pluskota, candidat divers écologistes
- Jean-Luc Calmels, candidat Pôle républicain
- Max Delmond, candidat divers écologistes
- Joaquim Pires Serra, candidat LO
- Serge Neunlist, candidat DVD
- Jean-Luc Johaneck, candidat divers
- Yvette Knibihler, candidat MNR

|                                           | Parti              | Nom                              | Premier tour | Premier tour   | Premier tour | Second tour | Second tour | Second tour |
| Voix                                      | Parti              | Nom                              | %            | %              | Voix         | %           | %           |             |
| Voix                                      | Parti              | Nom                              | Exprimés     | Inscrits       | Voix         | Exprimés    | Inscrits    |             |
| ----------------------------------------- | ------------------ | -------------------------------- | ------------ | -------------- | ------------ | ----------- | ----------- | ----------- |
|                                           | UMP                | Jean Ueberschlag, député sortant | 2 916        | 49,68 %        | 27,55 %      | 3 441       | 68,72 %     | 32,51 %     |
|                                           | PS                 | Fabienne Pernot                  | 838          | 14,31 %        | 7,92 %       | 1 566       | 31,28 %     | 14,79 %     |
|                                           | FN                 | René Curan                       | 708          | 12,09 %        | 6,69 %       |             |             |             |
|                                           | SE                 | Jean-Luc Johaneck                | 527          | 9,00 %         | 4,98 %       |             |             |             |
|                                           | DVD                | Frédéric Striby                  | 429          | 7,32 %         | 4,05 %       |             |             |             |
|                                           | Les Verts          | Fabienne Arnold                  | 146          | 2,49 %         | 1,38 %       |             |             |             |
|                                           | LO                 | Joaquim Pires Serra              | 59           | 1,01 %         | 0,56 %       |             |             |             |
|                                           | DVD                | Serge Neunlist                   | 54           | 0,92 %         | 0,51 %       |             |             |             |
|                                           | MNR                | Yvette Knibihler                 | 50           | 0,85 %         | 0,47 %       |             |             |             |
|                                           | Divers écologistes | Max Delmond                      | 47           | 0,80 %         | 0,44 %       |             |             |             |
|                                           | Pôle républicain   | Jean-Luc Calmels                 | 45           | 0,77 %         | 0,43 %       |             |             |             |
|                                           | Divers écologistes | Jean Pluskota                    | 39           | 0,67 %         | 0,37 %       |             |             |             |
|                                           |                    | Total exprimés                   | 5 858        | -              | 55,35 %      | 5 007       | -           | 47,30 %     |
| Total votants : exprimés + blancs ou nuls | 5 934 (76)         | -                                | 56,06 %      | 5 178 (171)    | -            | 48,91 %     |             |             |
| Total inscrits : votants + abstentions    | 10 586 (4 652)     | -                                | 100,00 %     | 10 586 (5 408) | -            | 100,00 %    |             |             |

## Élections présidentielles

### 2012

#### Premier tour
| Élection présidentielle française de 2012 | Élection présidentielle française de 2012 | Élection présidentielle française de 2012 | Élection présidentielle française de 2012 | Élection présidentielle française de 2012 | Élection présidentielle française de 2012 | Élection présidentielle française de 2012 | Élection présidentielle française de 2012 | Élection présidentielle française de 2012 | Élection présidentielle française de 2012 |
| ----------------------------------------- | ----------------------------------------- | ----------------------------------------- | ----------------------------------------- | ----------------------------------------- | ----------------------------------------- | ----------------------------------------- | ----------------------------------------- | ----------------------------------------- | ----------------------------------------- |
|                                           |                                           |                                           |                                           |                                           |                                           |                                           |                                           |                                           |                                           |
|                                           |                                           | Nombre                                    | Nombre                                    | % des inscrits                            | % des inscrits                            | % des votants                             | % des votants                             |                                           |                                           |
| Inscrits                                  | Inscrits                                  | 10 972                                    | 10 972                                    | 100,00 %                                  | 100,00 %                                  |                                           |                                           |                                           |                                           |
| Votants                                   | Votants                                   | 8 059                                     | 8 059                                     | 73,45 %                                   | 73,45 %                                   | 100,00 %                                  | 100,00 %                                  |                                           |                                           |
| suffrages exprimés                        | suffrages exprimés                        | 7 874                                     | 7 874                                     | 71,76 %                                   | 71,76 %                                   | 97,70 %                                   | 97,70 %                                   |                                           |                                           |
| bulletins blancs ou nuls                  | bulletins blancs ou nuls                  | 185                                       | 185                                       | 1,69 %                                    | 1,69 %                                    | 2,30 %                                    | 2,30 %                                    |                                           |                                           |
| Abstentions                               | Abstentions                               | 2 913                                     | 2 913                                     | 26,55 %                                   | 26,55 %                                   |                                           |                                           |                                           |                                           |
|                                           |                                           |                                           |                                           |                                           |                                           |                                           |                                           |                                           |                                           |
| Résultats des dix candidats               |                                           |                                           |                                           |                                           |                                           |                                           |                                           |                                           |                                           |
|                                           |                                           |                                           |                                           |                                           |                                           |                                           |                                           |                                           |                                           |
| Eva Joly                                  | Marine Le Pen                             | Nicolas Sarkozy                           | Jean-Luc Mélenchon                        | Philippe Poutou                           | Nathalie Arthaud                          | Jacques Cheminade                         | François Bayrou                           | Nicolas Dupont-Aignan                     | François Hollande                         |
|                                           |                                           |                                           |                                           |                                           |                                           |                                           |                                           |                                           |                                           |
| EELV                                      | FN                                        | UMP-NC                                    | FG-PCF                                    | NPA                                       | LO                                        | SP                                        | MoDem                                     | DLR                                       | PS-PRG                                    |
| 218 voix                                  | 1 389 voix                                | 2 646 voix                                | 751 voix                                  | 86 voix                                   | 32 voix                                   | 23 voix                                   | 808 voix                                  | 137 voix                                  | 1 784 voix                                |
| 2,77 %                                    | 17,64 %                                   | 33,60 %                                   | 9,54 %                                    | 1,09 %                                    | 0,41 %                                    | 0,29 %                                    | 10,26 %                                   | 1,74 %                                    | 22,66 %                                   |
| 6e position                               | 3e position                               | 1re position                              | 5e position                               | 8e position                               | 9e position                               | 10e position                              | 4e position                               | 7e position                               | 2e position                               |
| Second tour                               |                                           |                                           |                                           |                                           |                                           |                                           |                                           |                                           |                                           |

| Bureau de vote | Bureau de vote                  | EELV      | FN          | UMP-NC      | FG-PCF      | NPA       | LO       | S&P      | MoDem      | DLR       | PS-PRG      | Total |
| -------------- | ------------------------------- | --------- | ----------- | ----------- | ----------- | --------- | -------- | -------- | ---------- | --------- | ----------- | ----- |
|                | 1 : Hôtel de Ville              | 24 3,38 % | 119 16,74 % | 242 34,04 % | 69 9,70 %   | 5 0,70 %  | 4 0,56 % | 4 0,56 % | 94 13,22 % | 7 0,98 %  | 143 20,11 % | 711   |
|                | 2 : École Mat. La Cigogne       | 22 3,80 % | 108 18,65 % | 135 23,32 % | 68 11,74 %  | 6 1,04 %  | 2 0,35 % | 0 0,00 % | 49 8,46 %  | 7 1,21 %  | 182 31,43 % | 579   |
|                | 3 : Maison de l'Enfance         | 27 2,93 % | 146 15,84 % | 325 35,25 % | 95 10,30 %  | 11 1,19 % | 5 0,54 % | 2 0,22 % | 93 10,09 % | 22 2,39 % | 196 21,26 % | 922   |
|                | 4 : École Mat. Quart. Wallart   | 21 2,57 % | 164 20,07 % | 265 32,44 % | 68 8,32 %   | 7 0,86 %  | 4 0,49 % | 6 0,73 % | 60 7,34 %  | 15 1,84 % | 207 25,34 % | 817   |
|                | 5 : Flaxhof                     | 16 2,44 % | 112 17,10 % | 222 33,89 % | 62 9,47 %   | 2 0,31 %  | 2 0,31 % | 1 0,15 % | 78 11,91 % | 13 1,98 % | 147 22,44 % | 655   |
|                | 6 : École Mat. Jules Verne      | 13 2,05 % | 85 13,39 %  | 179 28,19 % | 85 13,39 %  | 11 1,73 % | 1 0,16 % | 1 0,16 % | 54 8,50 %  | 11 1,73 % | 195 30,71 % | 635   |
|                | 7 : École Mat. A. de Baerenfels | 28 3,54 % | 123 15,53 % | 291 36,74 % | 73 9,22 %   | 5 0,63 %  | 5 0,63 % | 1 0,13 % | 84 10,61 % | 18 2,27 % | 164 20,71 % | 792   |
|                | 8 : Maison pour Tous            | 28 2,86 % | 192 19,59 % | 395 40,31 % | 61 6,22 %   | 13 1,33 % | 4 0,41 % | 4 0,41 % | 99 10,10 % | 9 0,92 %  | 175 17,86 % | 980   |
|                | 9 : École Mat. Louis Armand     | 21 2,18 % | 164 16,99 % | 274 28,39 % | 122 12,64 % | 15 1,55 % | 1 0,10 % | 2 0,21 % | 98 10,16 % | 12 1,24 % | 256 26,53 % | 965   |
|                | 10 : École Mat. Octavie Krafft  | 18 2,20 % | 176 21,52 % | 318 38,88 % | 48 5,87 %   | 11 1,34 % | 4 0,49 % | 2 0,24 % | 99 12,10 % | 23 2,81 % | 119 14,55 % | 818   |

Source

#### Second tour
| Bureau de vote | Bureau de vote                  | UMP-NC      | PS-PRG      | Total |
| -------------- | ------------------------------- | ----------- | ----------- | ----- |
|                | 1 : Hôtel de Ville              | 391 57,33 % | 291 42,67 % | 719   |
|                | 2 : École Mat. La Cigogne       | 315 53,85 % | 270 46,15 % | 585   |
|                | 3 : Maison de l'Enfance         | 536 59,36 % | 367 40,64 % | 903   |
|                | 4 : École Mat. Quart. Wallart   | 453 57,56 % | 334 42,44 % | 787   |
|                | 5 : Flaxhof                     | 393 61,02 % | 251 38,98 % | 644   |
|                | 6 : École Mat. Jules Verne      | 321 53,32 % | 281 46,68 % | 602   |
|                | 7 : École Mat. A. de Baerenfels | 507 64,42 % | 280 35,58 % | 787   |
|                | 8 : Maison pour Tous            | 657 68,01 % | 309 31,99 % | 966   |
|                | 9 : École Mat. Louis Armand     | 508 53,13 % | 448 46,86 % | 956   |
|                | 10 : École Mat. Octavie Krafft  | 605 73,16 % | 222 26,84 % | 827   |

Source

### 2007
À l’élection présidentielle de 2007, le premier tour a vu se démarquer en tête Nicolas Sarkozy avec 35,57 %, suivi par François Bayrou avec 20,68 %, Ségolène Royal avec 20,25 %, Jean-Marie Le Pen avec 12,33 %, puis Olivier Besancenot avec 3,65 %, aucun autre candidat ne dépassant le seuil des 2 %. Le second tour a vu arriver en tête Nicolas Sarkozy avec 61,72 % (résultat national : 53,06 %) contre 38,28 % pour Ségolène Royal (national : 46,94 %).
|                                           | Parti          | Nom                  | Premier tour | Premier tour   | Premier tour | Second tour | Second tour | Second tour |
| Voix                                      | Parti          | Nom                  | %            | %              | Voix         | %           | %           |             |
| Voix                                      | Parti          | Nom                  | Exprimés     | Inscrits       | Voix         | Exprimés    | Inscrits    |             |
| ----------------------------------------- | -------------- | -------------------- | ------------ | -------------- | ------------ | ----------- | ----------- | ----------- |
|                                           | UMP            | Nicolas Sarkozy      | 3 056        | 35,57 %        | 27,87 %      | 5 250       | 61,72 %     | 47,87 %     |
|                                           | PS             | Ségolène Royal       | 1 740        | 20,25 %        | 15,87 %      | 3 256       | 38,28 %     | 29,69 %     |
|                                           | MODEM          | François Bayrou      | 1 777        | 20,68 %        | 16,20 %      |             |             |             |
|                                           | FN             | Jean-Marie Le Pen    | 1 059        | 12,33 %        | 9,66 %       |             |             |             |
|                                           | LCR            | Olivier Besancenot   | 314          | 3,65 %         | 2,86 %       |             |             |             |
|                                           | Les Verts      | Dominique Voynet     | 168          | 1,96 %         | 1,53 %       |             |             |             |
|                                           | MPF            | Philippe de Villiers | 163          | 1,90 %         | 1,49 %       |             |             |             |
|                                           | SE             | José Bové            | 104          | 1,21 %         | 0,95 %       |             |             |             |
|                                           | LO             | Arlette Laguiller    | 100          | 1,16 %         | 0,91 %       |             |             |             |
|                                           | PCF            | Marie-George Buffet  | 57           | 0,66 %         | 0,52 %       |             |             |             |
|                                           | CPNT           | Frédéric Nihous      | 36           | 0,42 %         | 0,33 %       |             |             |             |
|                                           | PT             | Gérard Schivardi     | 18           | 0,21 %         | 0,16 %       |             |             |             |
|                                           |                | Total exprimés       | 8 592        | -              | 78,35 %      | 8 506       | -           | 77,56 %     |
| Total votants : exprimés + blancs ou nuls | 8 718 (126)    | -                    | 79,49 %      | 8 840 (334)    | -            | 80,61 %     |             |             |
| Total inscrits : votants + abstentions    | 10 967 (2 249) | -                    | 100,00 %     | 10 967 (2 127) | -            | 100,00 %    |             |             |

### 2002
À l’élection présidentielle de 2002, le premier tour a vu arriver en tête Jacques Chirac avec 21,61 %, suivi de Jean-Marie Le Pen avec 21,44 %, puis de Lionel Jospin avec 11,84 % et enfin François Bayrou avec 8,34 %, puis Jean-Pierre Chevènement avec 6,57 % et Noël Mamère avec 6,36 %, aucun autre candidat ne dépassant le seuil des 5 %. Au second tour, les électeurs ont voté à 80,36 % pour Jacques Chirac contre 19,64 % pour Jean-Marie Le Pen avec un taux d’abstention de 24,20 %, résultat inférieur aux tendances nationales (respectivement 82,21 % et 17,79 % ; abstention 20,29 %) avec cependant deux points supplémentaires pour Jean-Marie Le Pen.
|                                           | Parti          | Nom                     | Premier tour | Premier tour   | Premier tour | Second tour | Second tour | Second tour |
| Voix                                      | Parti          | Nom                     | %            | %              | Voix         | %           | %           |             |
| Voix                                      | Parti          | Nom                     | Exprimés     | Inscrits       | Voix         | Exprimés    | Inscrits    |             |
| ----------------------------------------- | -------------- | ----------------------- | ------------ | -------------- | ------------ | ----------- | ----------- | ----------- |
|                                           | UMP            | Jacques Chirac          | 1 464        | 21,61 %        | 14,00 %      | 6 093       | 80,36 %     | 58,24 %     |
|                                           | FN             | Jean-Marie Le Pen       | 1 453        | 21,44 %        | 13,89 %      | 1 489       | 19,64 %     | 14,23 %     |
|                                           | PS             | Lionel Jospin           | 802          | 11,84 %        | 7,67 %       |             |             |             |
|                                           | MODEM          | François Bayrou         | 565          | 8,34 %         | 5,40 %       |             |             |             |
|                                           | MRC            | Jean-Pierre Chevènement | 445          | 6,57 %         | 4,25 %       |             |             |             |
|                                           | Les Verts      | Noël Mamère             | 431          | 6,36 %         | 4,12 %       |             |             |             |
|                                           | LO             | Arlette Laguiller       | 330          | 4,87 %         | 3,16 %       |             |             |             |
|                                           | DL             | Alain Madelin           | 295          | 4,35 %         | 2,82 %       |             |             |             |
|                                           | MNR            | Bruno Mégret            | 253          | 3,73 %         | 2,42 %       |             |             |             |
|                                           | LCR            | Olivier Besancenot      | 227          | 3,35 %         | 2,17 %       |             |             |             |
|                                           | PRG            | Christiane Taubira      | 138          | 2,04 %         | 1,32 %       |             |             |             |
|                                           | Cap21          | Corinne Lepage          | 131          | 1,93 %         | 1,25 %       |             |             |             |
|                                           | FRS            | Christine Boutin        | 126          | 1,86 %         | 1,20 %       |             |             |             |
|                                           | PCF            | Robert Hue              | 54           | 0,80 %         | 0,52 %       |             |             |             |
|                                           | CPNT           | Jean Saint-Josse        | 41           | 0,61 %         | 0,40 %       |             |             |             |
|                                           | PT             | Daniel Gluckstein       | 21           | 0,31 %         | 0,20 %       |             |             |             |
|                                           |                | Total exprimés          | 6 776        | -              | 64,79 %      | 7 582       | -           | 72,47 %     |
| Total votants : exprimés + blancs ou nuls | 7 035 (259)    | -                       | 67,26 %      | 7 930 (348)    | -            | 75,80 %     |             |             |
| Total inscrits : votants + abstentions    | 10 459 (3 424) | -                       | 100,00 %     | 10 462 (2 532) | -            | 100,00 %    |             |             |

### 1995
|                                           | Parti                  | Nom                  | Premier tour | Premier tour   | Premier tour | Second tour | Second tour | Second tour |
| Voix                                      | Parti                  | Nom                  | %            | %              | Voix         | %           | %           |             |
| Voix                                      | Parti                  | Nom                  | Exprimés     | Inscrits       | Voix         | Exprimés    | Inscrits    |             |
| ----------------------------------------- | ---------------------- | -------------------- | ------------ | -------------- | ------------ | ----------- | ----------- | ----------- |
|                                           | PS                     | Lionel Jospin        | 1 288        | 16,53 %        | 11,68 %      | 3 034       | 41,68 %     | 27,52 %     |
|                                           | UMP                    | Jacques Chirac       | 1 518        | 19,48 %        | 13,77 %      | 4 245       | 58,32 %     | 38,51 %     |
|                                           | MODEM                  | Édouard Balladur     | 1 906        | 24,46 %        | 17,29 %      |             |             |             |
|                                           | FN                     | Jean-Marie Le Pen    | 1 755        | 22,52 %        | 15,92 %      |             |             |             |
|                                           | PCF                    | Robert Hue           | 238          | 3,05 %         | 2,16 %       |             |             |             |
|                                           | LO                     | Arlette Laguiller    | 424          | 5,44 %         | 3,85 %       |             |             |             |
|                                           | MPF                    | Philippe de Villiers | 342          | 4,39 %         | 3,10 %       |             |             |             |
|                                           | Les Verts              | Dominique Voynet     | 290          | 3,72 %         | 2,63 %       |             |             |             |
|                                           | Parti ouvrier européen | Jacques Cheminade    | 31           | 0,40 %         | 0,29 %       |             |             |             |
|                                           |                        | Total exprimés       | 7 792        | -              | 70,69 %      | 7 279       | -           | 66,03 %     |
| Total votants : exprimés + blancs ou nuls | 8 008 (216)            | -                    | 72,65 %      | 7 956 (677)    | -            | 72,18 %     |             |             |
| Total inscrits : votants + abstentions    | 11 023 (3015)          | -                    | 100,00 %     | 11 023 (3 067) | -            | 100,00 %    |             |             |

## Référendums

### Référendum sur la Collectivité territoriale d'Alsace
Le référendum sur le Collectivité territoriale d'Alsace a eu lieu en Alsace le 7 avril 2013.
Approuvez-vous le projet de création d’une Collectivité Territoriale d’Alsace, par fusion du Conseil régional d’Alsace, du Conseil général du Bas-Rhin et du Conseil général du Haut-Rhin ?
Pour l'emporter, le « oui » doit recueillir plus de 50 % des suffrages exprimés et au moins 25 % des voix des électeurs inscrits sur les listes électorales.
|            | Nombre | Pourcentage des inscrits |
| ---------- | ------ | ------------------------ |
| Inscrits   | 10 916 | 100 %                    |
| Abstention | 7 800  | 71,45 %                  |
| Votants    | 3 116  | 28,55 %                  |

|                | Nombre | Pourcentage des votants |
| -------------- | ------ | ----------------------- |
| Votants        | 3 116  | 100 %                   |
| Blancs ou nuls | 77     | 2,47 %                  |
| Exprimés       | 3 039  | 97,53 %                 |

- Résultat sur le nombre d'exprimés

| Oui : 1 645 (54,13 %) |  |  | Non : 1 394 (45,87 %) |
| ▲                     |  |  |                       |

- Résultat sur le nombre d'inscrits

| Oui : 1 645 (15,07 %) |  |  | Non et abstention : 9 271 (84,93 %) |

|  | ▲ |

- Résultat par bureau de vote

Les pourcentages en italique représentent les pourcentages d'exprimés parmi les inscrits.
| Bureau de vote | Bureau de vote                | Oui                 | Non                 | Total       | Bureau de vote | Bureau de vote                  | Oui                 | Non                 | Total       |
| -------------- | ----------------------------- | ------------------- | ------------------- | ----------- | -------------- | ------------------------------- | ------------------- | ------------------- | ----------- |
|                | 1 : Hôtel de Ville            | 149 56,02 % 12,97 % | 117 43,98 % 10,18 % | 266 23,15 % |                | 6 : École Mat. Jules Verne      | 120 58,82 % 13,67 % | 84 41,18 % 9,57 %   | 204 23,23 % |
|                | 2 : École Mat. La Cigogne     | 92 58,60 % 10,91 %  | 65 41,40 % 7,71 %   | 157 18,62 % |                | 7 : École Mat. A. de Baerenfels | 185 50,14 % 17,23 % | 184 49,86 % 17,13 % | 369 34,36 % |
|                | 3 : Maison de l'Enfance       | 216 61,19 % 16,90 % | 137 38,81 % 10,72 % | 353 27,62 % |                | 8 : Maison pour Tous            | 196 50,39 % 15,58 % | 193 49,61 % 15,34 % | 389 30,92 % |
|                | 4 : École Mat. Quart. Wallart | 153 51,52 % 13,39 % | 144 48,48 % 12,60 % | 297 25,98 % |                | 9 : École Mat. Louis Armand     | 193 55,94 % 14,65 % | 152 44,06 % 11,54 % | 345 26,20 % |
|                | 5 : Flaxhof                   | 140 52,04 % 15,04 % | 129 47,96 % 13,86 % | 269 28,89 % |                | 10 : École Mat. Octavie Krafft  | 210 53,85 % 20,10 % | 180 46,15 % 17,22 % | 390 37,32 % |

Source

### Référendum français sur le traité établissant une Constitution pour l'Europe
Le référendum français sur le traité établissant une Constitution pour l'Europe est une consultation populaire qui a eu lieu le 29 mai 2005.
Approuvez-vous le projet de loi qui autorise la ratification du traité établissant une Constitution pour l'Europe ?
|            | Nombre | Pourcentage des inscrits |
| ---------- | ------ | ------------------------ |
| Inscrits   | 10 704 | 100 %                    |
| Abstention | 4 257  | 39,77 %                  |
| Votants    | 6 447  | 60,23 %                  |

|                | Nombre | Pourcentage des votants |
| -------------- | ------ | ----------------------- |
| Votants        | 6 447  | 100 %                   |
| Blancs ou nuls | 159    | 2,47 %                  |
| Exprimés       | 6 288  | 97,53 %                 |

| Non : 2 974 (47,30 %) |  |  | Oui : 3 314 (53,70 %) |
| ▲                     |  |  |                       |

### Référendum sur le quinquennat présidentiel
Le référendum sur le quinquennat présidentiel en France eut lieu le 24 septembre 2000.
Approuvez-vous le projet de loi constitutionnelle fixant la durée du mandat du président de la République à cinq ans ?
|            | Nombre | Pourcentage des inscrits |
| ---------- | ------ | ------------------------ |
| Inscrits   | 10 736 | 100 %                    |
| Abstention | 7 636  | 71,13 %                  |
| Votants    | 3 100  | 28,87 %                  |

|                | Nombre | Pourcentage des votants |
| -------------- | ------ | ----------------------- |
| Votants        | 3 100  | 100 %                   |
| Blancs ou nuls | 1 045  | 33,71 %                 |
| Exprimés       | 2 055  | 66,29 %                 |

| Non : 479 (23,31 %) |  |  | Oui : 1 576 (76,69 %) |
| ▲                   |  |  |                       |

### Référendum sur le traité de Maastricht
Le référendum sur le traité de Maastricht a eu lieu en France le 20 septembre 1992.
Approuvez-vous le projet de loi soumis au peuple français par le Président de la République autorisant la ratification du traité sur l'Union européenne ?
|            | Nombre | Pourcentage des inscrits |
| ---------- | ------ | ------------------------ |
| Inscrits   | 10 525 | 100 %                    |
| Abstention | 3 704  | 35,19 %                  |
| Votants    | 6 821  | 64,81 %                  |

|                | Nombre | Pourcentage des votants |
| -------------- | ------ | ----------------------- |
| Votants        | 6 821  | 100 %                   |
| Blancs ou nuls | 214    | 3,14 %                  |
| Exprimés       | 6 607  | 96,86 %                 |

| Non : 2 574 (38,96 %) |  |  | Oui : 4 033 (61,04 %) |
| ▲                     |  |  |                       |